# Mleczka

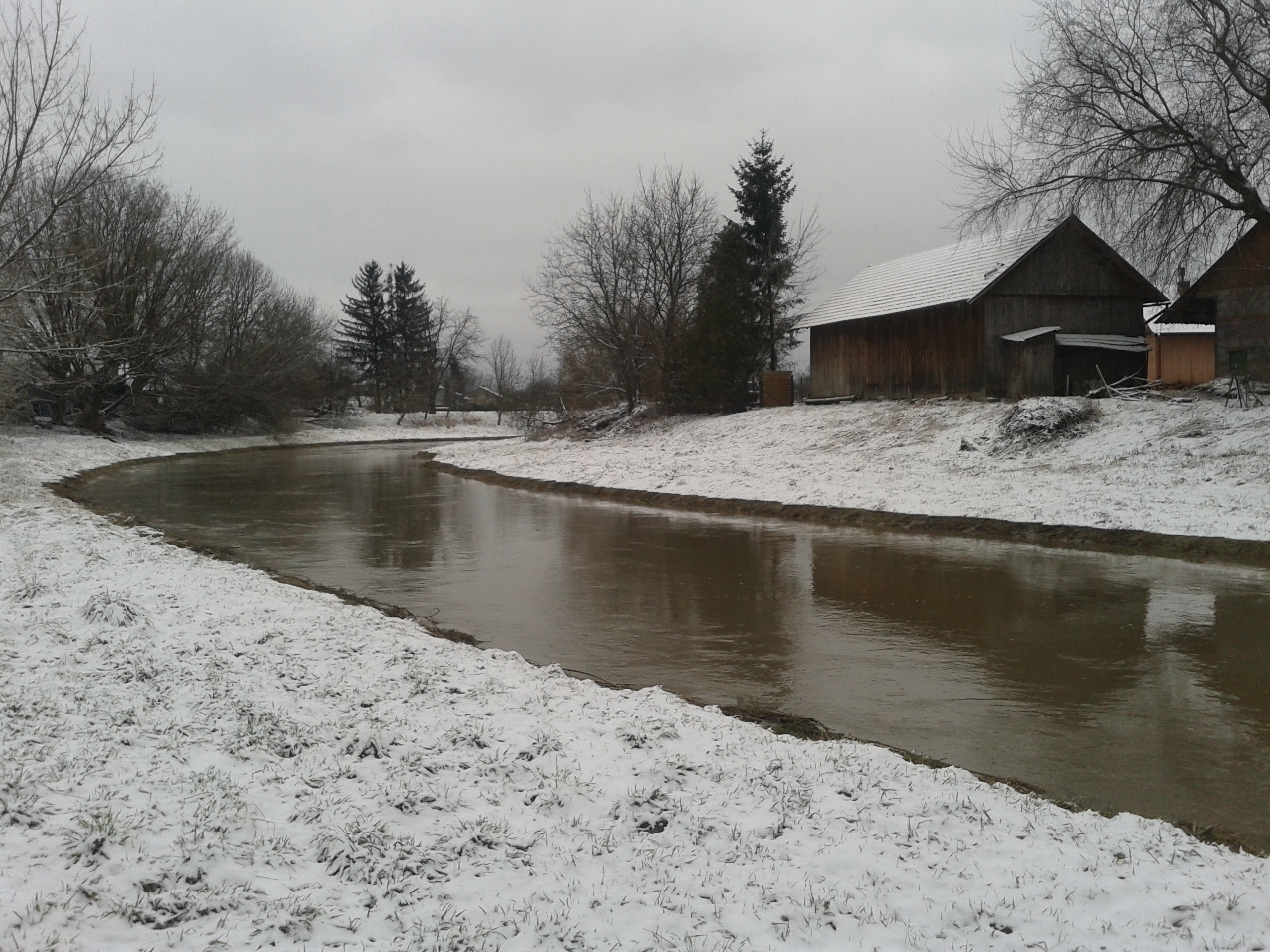
Rzeka Mleczka w Przeworsku, marzec 2018

Mleczka – rzeka w województwie podkarpackim, prawy dopływ Wisłoka.
Mleczka powstaje z połączenia się dwóch znacznych strumieni, Mleczki wschodniej i zachodniej, wypływających ze wzgórz Pogórza Dynowskiego.
Mleczka wschodnia powstaje ze zlewu dwóch potoków, z których wschodni spływa z północnych stoków Bukowego Garbu (426 m n.p.m.) i innych wzgórz otaczających Wolę Węgierską, zachodni zaś z powstaje z licznych strumieni we wsi Kramarzówka. Oba te potoki łączą się w Tyniowicach. Oba potoki nazywane są przez mieszkańców Mleczkami, choć na mapach wschodni potok opisany jest jako Węgierka. Przepływa ona przez Pruchnik.
Potoki źródliskowe Mleczki zachodniej wypływają ze stoków wzgórz otaczających Hadle Szklarskie (przysiółek Grzegorzówka) i Jawornik Polski. W Manasterzu uchodzi do niej potok Husówka.
Mleczka wschodnia i zachodnia łączą się w Urzejowicach i płyną dalej jako Mleczka, która uchodzi do Wisłoka na północ od Przeworska, w Gniewczynie.
W powiatach jarosławskim i przeworskim wiele mniejszych potoków nazywanych jest przez mieszkańców mleczkami. Intuicyjnie słowo mleczka kojarzy się z mlekiem, nasuwając przypuszczenia, że dawniej woda w rzece była biała jak mleko i stąd nazwa. Językoznawcy wiążą nazwę Mleczka ze słowem "młaka" oznaczającym mokradła, które ciągną się wzdłuż koryta rzeki. Historycy, badający początki osadnictwa na terenie Pogórza twierdzą natomiast, że nazwa związana jest ze słowem "mleć" i pochodzi od licznych młynów wodnych, które napędzane były przez wody potoków. Najprawdopodobniej jednak nazwa rzeki wywodzi się od białego osadu, który dawnymi czasy pokrywał jej powierzchnię. Osad ten pochodził z wymywania wapiennych skał znajdujących się w jej górnym biegu. Obecnie z powodu zanieczyszczenia rzeki osad ten nie jest widoczny. Z okresu lokacji na prawie magdeburskim Przeworska i Jarosławia odnotowano niemiecką nazwę rzeki jako Milchbach, czyli Mleczny Potok.